# Marina Georgieva
Marina Georgieva (Melk, 13 aprile 1997) è una calciatrice austriaca, difensore della Fiorentina e della nazionale austriaca.

## Palmarès

### Club
- Campionato austriaco: 1

St. Pölten-Spratzern: 2014-2015
- Coppa d'Austria: 3

St. Pölten-Spratzern: 2012-2013, 2013-2014, 2014-2015